# Encontro das Nações Indígenas do Xingu
Das Altamira-Treffen (portugiesisch Encontro de Altamira) war eine fünftägige Medienkonferenz, die vom Volk der Kayapo organisiert wurde, um auf die ökologischen und politischen Gräueltaten der brasilianischen Regierung sowie auf den illegalen Goldabbau aufmerksam zu machen.
Zwischen dem 19. und 24. Februar 1989 versammelten sich über 600 Amazonas-Indianer in der Hafenstadt Altamira am Ufer des Rio Xingu. Der Protest wurde von der Coordenação das Organizações Indígenas da Amazônia Brasileira (dt. „Koordination der indigenen Organisationen des brasilianischen Amazonas“) organisiert.
Das Treffen in Altamira war die erste große Zusammenkunft aller Gruppen, die vom Bau des Belo-Monte-Staudamms (der ursprünglich Kararao-Staudamm hieß und zum Zeitpunkt des Treffens umbenannt wurde) bedroht waren. Mehr als 500 Kayapó und 100 Angehörige von 40 anderen indigenen Nationen, die die Kayapó eingeladen hatten, versammelten sich, um ihre Ansichten zu den Staudämmen und der Waldzerstörung darzulegen. Fünf Tage lang verliefen Treffen, Reden, Pressekonferenzen und rituelle Darbietungen der Kayapó ohne größere Probleme.
Ein Großteil der Vorbereitungen wurden vom Centro Ecumênico de Documentação e Informação (dt.: „Ökumenisches Zentrum für Dokumentation und Information“) getragen. Die Veranstaltung erforderte die Bewältigung zahlreicher logistischer Aufgaben: Transport, die Unterbringung und die Verpflegung von Hunderten von Indigenen, während diese in einem katholischen Kirchengebäude außerhalb der Stadt ein großes Lager mit traditionellen Kayapo-Unterkünften errichteten. Der Transport der Indigenen wurde von Anita Roddick von „The Body Shop“ finanziert.
Nachdem die internationale Medienlandschaft auf das Treffen aufmerksam geworden war, schickte Papst Johannes Paul II. ein Telegramm, und der Rockstar Sting flog ein, um eine Pressekonferenz zur Unterstützung des Altamira-Gipfels zu geben. Zu den weiteren Besuchern und Rednern gehörten der britische Abgeordnete Tam Dalyell und der Umweltaktivist José Lutzemberger. Die Veranstaltung war aufgrund der großen internationalen Medienunterstützung ein kurzfristiger Erfolg; Fernsehteams aus vier Kontinenten waren anwesend. Innerhalb von zwei Wochen gab die Weltbank bekannt, dass sie das für den Staudamm vorgesehene Darlehen nicht gewähren werde. Der brasilianische Nationalkongress kündigte außerdem an, eine formelle Untersuchung des gesamten Plans einzuleiten.
Allerdings gab es auch lautstarke Unterstützung für den Staudamm von lokalen Organisationen und Gewerkschaften, für die das Wasserkraftwerk Fortschritt und Wohlstand bedeutete. Nach langen politischen Verzögerungen und Neugestaltungen sowie einem zweiten Treffen ('reunião') der indigenen Völker in Altamira im Mai 2008 begannen die Arbeiten am Staudamm 2011.

## Fotografie
Tuíre com facão no rosto de diretor da Eletronorte (dt.: „Tuíre mit einer Machete im Gesicht des Direktors von Eletronorte“) ist ein Foto von Protássio Nêne aus dem Jahr 1989, auf dem die damals 19-jährige Tuíre Kayapó mit einer Machete vor dem Gesicht eines Direktors von Eletronorte während einer Anhörung zu sehen ist, bei der es um den Bau des Wasserkraftwerks ging. Das Foto wurde berühmt und fand weltweit Verbreitung. Es prägte die Geschichte des indigenen Aktivismus und Brasiliens.